# بروس مایرز
بروس مایرز (انگلیسی: Bruce Myers; 1942 – ۱۵ آوریل ۲۰۲۰) هنرپیشه، کمدین و کارگردان اهل بریتانیا بود. وی بین سال‌های ۱۹۶۵ تا ۲۰۱۱ میلادی فعالیت می‌کرد.
از فیلم‌ها یا برنامه‌های تلویزیونی که وی در آن نقش داشته‌است می‌توان به نوسترآداموس، انقلاب فرانسه، سبکی تحمل‌ناپذیر هستی، بیداری و ملاقات با مردمان برجسته اشاره کرد.
وی در ۱۵ آوریل ۲۰۲۰ بر اثر ابتلا به بیماری کرونا درگذشت.